# Kavin Elroy Bryan
Kavin Bryan (sinh ngày 7 tháng 2 năm 1984) là một cựu cầu thủ bóng đá người Jamaica ở vị trí tiền đạo hiện đã giải nghệ.

## Sự nghiệp cầu thủ

### Cảnh sát Quốc gia Jamaica
Kavin trưởng thành tại lò đào tạo CLB Cảnh sát quốc gia và thi đấu cho đội này đến năm 2006

### Harbour View
Sau khi chia tay Cảnh sát quốc gia, Kavin quyết định sang đầu quân cho CLB Harbour View cũng thi đấu tại giải VĐQG Jamaica

### Notodden FK
Kavin có lần đầu xuất ngoại vào năm 2009 khi anh chuyển sang khoác áo theo dạng cho mượn tại CLB Notodden FK hiện đang thi đấu tại giải VĐQG Na Uy

### Sông Lam Nghệ An
Nhưng bước ngoặt đời cầu thủ lại đến với Kavin khi anh quyết định sang Việt Nam khoác áo Sông Lam Nghệ An cùng với người đồng hương Andre Diego Fagan. Tại đây, anh và người đá cặp đồng hương đã thể hiện bản năng săn bàn "sát thủ" của mình, không chỉ giúp CLB xứ Nghệ giành chức vô địch Quốc gia V-League 2011 mà năm đó anh đã nhận giải thưởng cầu thủ xuất sắc nhất mùa giải

### Vicem Hải Phòng
Trước khi V-League 2012 khởi tranh, bộ đôi Kavin, Fagan và một ngoại binh khác của Sông Lam Nghệ An là tiền vệ người Ghana Edmund Owshu Ansah cập bến CLB Vicem Hải Phòng cũng thi đấu tại V-League. Tuy nhiên, cả ba đều thể hiện một phong độ quá kém cỏi khiến cho CLB chủ quản kết thúc mùa giải 2012 với vị trí thứ 14 (vị trí cuối cùng) trên bảng xếp hạng. May cho Hải Phòng là họ đã mua lại suất từ Khánh Hoà để có thể trụ lại V-League.

### Sông Lam Nghệ An
Sau khi kết thúc mùa giải 2012, Kavin và Ansah bị CLB Vicem Hải Phòng thanh lý hợp đồng. Họ chỉ giữ lại mỗi Fagan, nhưng Fagan lại phải chuyển xuống thi đấu cho TĐCS Đồng Tháp ở Giải hạng Nhất Việt Nam. Không giống như Ansah không thể tìm được CLB mới, Kavin đã được đội bóng cũ Sông Lam Nghệ An nhận lại để thi đấu tại V-League 2013 trong bối cảnh CLB này cũng không thể tìm được cầu thủ ngoại giỏi vì nguồn tài chính eo hẹp. Ở những vòng đấu đầu, dù thi đấu rất cố gắng nhưng Kavin vẫn không thể tìm được bàn thắng để giải cơn khát ghi bàn kéo dài từ lúc còn thi đấu cho CLB Vicem Hải Phòng. Mãi đến vòng 8 của mùa giải, anh đã lập đại công khi ghi cả hai bàn thắng cho Sông Lam Nghệ An giúp CLB xứ Nghệ dành trọn 3 điểm trước đối thủ đang thi đấu nổi trội là The Vissai Ninh Bình. Kể từ đó, Kavin, Công Vinh và Plazamum hợp thành bộ 3 sát thủ rất
Keonjrj đáng sợ với mọi hàng thủ tại V-League 2013 lúc bấy giờ. Sau khi tiền đạo số 1 của Sông Lam Nghệ An là Lê Công Vinh quyết định thi đấu cho mượn sang Consadole Sapporo tại Nhật Bản thì Kavin đã được HLV Nguyễn Hữu Thắng giao trọng trách ghi bàn thay cho Công Vinh và anh đã hoàn thành rất tốt nhiệm vụ của mình để dẫn đầu danh sách ghi bàn tại CLB. Tuy nhiên, sự việc lùm xùm của CLB Xuân Thành Sài Gòn và chỉ có một mình Kavin thôi là chưa đủ để giúp CLB chủ quản giành chức vô địch tại V-League 2013 và CLB của anh đã kết thúc mùa giải năm đó ở vị trí thứ 4 trong đau đớn.

### The Vissai Ninh Bình
Quá thất vọng khi Sông Lam Nghệ An không thể giành chức vô địch Quốc gia vào phút chót cộng thêm việc CLB chủ quản lại lâm vào tình cảnh khủng hoảng kinh tế trầm trọng dẫn đến việc Kavin không được gia hạn hợp đồng. Phải đến vòng 3 của V-League 2014, Kavin mới tìm được CLB mới khi anh cập bến đội bóng cố đô Hoa Lư The Vissai Ninh Bình. Đến đội bóng này, Kavin phải gòng sức trên cả ba mặt trận là V-League, Cúp Quốc gia và AFC Cup. Tuy vậy, anh vẫn chứng tỏ được khả nănh săn bàn "sát thủ" của mình khi ghi bàn đều đặn, đặc biệt là tại AFC Cup. Tuy nhiên, gia nhập đội bóng mới chưa được bao lâu thì Kavin có thể sẽ phải tìm thêm 1 CLB khác bởi vụ lùm xùm về việc bán độ của The Vissai Ninh Bình tại AFC Cup trong trận đấu lượt trận thứ 3 với Kelantan khiến cho CLB này đối mặt với nguy cơ giải thể.

### Sự nghiệp quốc tế
Bryan có trận đấu đầu tiên cho ĐT Jamaica vào năm 2007.